# Campionati italiani di duathlon del 2009
I Campionati italiani di duathlon del 2009 sono stati organizzati dalla Federazione Italiana Triathlon e si sono tenuti a Spoleto in Umbria, in data 5 luglio 2009.
Tra gli uomini ha vinto Alessio Picco (T.D. Rimini), mentre la gara femminile è andata a Laura Giordano (Silca Ultralite).

## Risultati

### Élite uomini
| Pos. | Atleta               | Società sportiva             | Corsa    | Bici     | Corsa    | Totale   |
| ---- | -------------------- | ---------------------------- | -------- | -------- | -------- | -------- |
|      | Alessio Picco        | T.D. Rimini                  | 00:35:11 | 00:55:21 | 00:18:11 | 01:48:43 |
|      | Daniel Antonioli     | Esercito                     | 00:34:46 | 00:56:33 | 00:18:42 | 01:50:01 |
|      | Andrea Secchiero     | Protek Triathlon Rho         | 00:34:45 | 00:57:56 | 00:17:48 | 01:50:29 |
| 4    | Cristian Casali      | T.D. Rimini                  | 00:35:15 | 00:57:33 | 00:17:54 | 01:50:42 |
| 5    | Piergiorgio Conti    | T.D. Rimini                  | 00:35:11 | 00:57:33 | 00:18:05 | 01:50:49 |
| 6    | Francesco Vittori    | T.D. Rimini                  | 00:35:15 | 00:57:33 | 00:18:33 | 01:51:21 |
| 7    | Cristiano Sgrazzutti | Udine Triathlon              | 00:35:17 | 00:57:32 | 00:18:36 | 01:51:25 |
| 8    | Alessandro Brustia   | Poletti                      | 00:35:53 | 00:56:56 | 00:18:52 | 01:51:41 |
| 9    | Alessandro Massardi  | Poletti                      | 00:35:38 | 00:57:08 | 00:19:06 | 01:51:52 |
| 10   | Luca Nascimbeni      | Triathlon Alto Adige         | 00:35:54 | 00:57:09 | 00:19:09 | 01:52:12 |
| 11   | Riccardo Alvano      | T.D. Rimini                  | 00:35:55 | 00:57:02 | 00:19:32 | 01:52:29 |
| 12   | Andrea Pasquinelli   | Poletti                      | 00:35:54 | 00:57:08 | 00:20:27 | 01:53:29 |
| 13   | Gianluca Frison      | Padova Nuoto Triathlon       | 00:37:41 | 00:57:03 | 00:19:02 | 01:53:46 |
| 14   | Luca De Paolis       | SBR3 Triathlon               | 00:37:50 | 00:56:59 | 00:19:34 | 01:54:23 |
| 15   | Fabio Pizzagalli     | Silca Ultralite              | 00:37:08 | 00:57:51 | 00:20:15 | 01:55:14 |
| 16   | Marco Cortellucci    | T.D. Rimini                  | 00:37:52 | 00:57:03 | 00:21:04 | 01:55:59 |
| 17   | Marco Mangiarotti    | Triathlon Cremona Stradivari | 00:38:22 | 01:00:01 | 00:20:05 | 01:58:28 |
| 18   | Giancarlo Falcone    | Triathlon Ostia              | 00:38:31 | 01:00:36 | 00:20:06 | 01:59:13 |
| 19   | Marco Falessi        | T.D. Rimini                  | 00:38:05 | 01:00:50 | 00:20:24 | 01:59:19 |
| 20   | Alessandro Crivelli  | Vis Cortona                  | 00:38:52 | 01:01:41 | 00:19:31 | 02:00:04 |

### Élite donne
| Pos. | Atleta              | Società sportiva   | Corsa    | Bici     | Corsa    | Totale   |
| ---- | ------------------- | ------------------ | -------- | -------- | -------- | -------- |
|      | Laura Giordano      | Silca Ultralite    | 00:38:05 | 01:03:46 | 00:20:35 | 02:02:26 |
|      | Maria Alfonsa Sella | T.D. Rimini        | 00:40:32 | 01:03:58 | 00:20:39 | 02:05:09 |
|      | Marta Gaiardelli    | Fiamme Azzurre     | 00:41:18 | 01:05:57 | 00:21:00 | 02:08:15 |
| 4    | Alice Capone        | Jhonny Tri Forhans | 00:41:20 | 01:05:55 | 00:21:45 | 02:09:00 |
| 5    | Nadia Rossi         | T.D. Rimini        | 00:42:58 | 01:09:28 | 00:23:22 | 02:15:48 |
| 6    | Rita Gabellini      | T.D. Rimini        | 00:46:25 | 01:06:30 | 00:23:53 | 02:16:48 |
| 7    | Rosetta Ferri       | T.D. Rimini        | 00:45:28 | 01:07:01 | 00:24:40 | 02:17:09 |
| 8    | Maria Ciocca        | T.D. Rimini        | 00:43:11 | 01:12:42 | 00:21:40 | 02:17:33 |
| 9    | Enrica Cecchi       | Atomica Triathlon  | 00:45:14 | 01:11:27 | 00:23:07 | 02:19:48 |
| 10   | Chiara Gilberti     | Freezone           | 00:45:41 | 01:11:16 | 00:23:39 | 02:20:36 |
| 11   | Cristina Fasolo     | Padova Triathlon   | 00:46:21 | 01:12:58 | 00:24:28 | 02:23:47 |
| 12   | Luisa Caggiati      | Sandro Cabassi Tri | 00:50:49 | 01:09:52 | 00:27:56 | 02:28:37 |
| 13   | Clara Rampollo      | Los Tigres         | 00:52:08 | 01:08:35 | 00:29:17 | 02:30:00 |
| 14   | Veronica Brambille  | Minerva Roma       | 00:51:52 | 01:15:00 | 00:29:19 | 02:36:11 |
| 15   | Carla Neri          | Jhonny Tri Forhans | 00:51:35 | 01:21:14 | 00:30:40 | 02:43:29 |
| 16   | Franca Galasso      | Mgp Triathlon      | 00:55:21 | 01:25:42 | 00:32:01 | 02:53:04 |
| 17   | Simona Mele         | Triathlon Ostia    | 00:59:51 | 01:20:48 | 00:39:17 | 02:59:56 |